# 芽生菜
芽生菜（めいな、1998年6月15日 - ）は、日本のファッションモデル・グラビアモデル。

## 概要
現役美容専門学生でありながら、高校生の時から撮影モデルなどを経験しバイト先でスカウトされ、2017年9月4日にデビュー。
デビュー直後に、ミスブライダルモデルグランプリ東海大会に出場し全国大会の切符を掴む。
2018年3月に開催されたミスブライダルモデルグランプリ全国大会で全国ティーン準グランプリを見事受賞。
その後、モデル事務所P sourireに所属し、現在は名古屋を中心に各種イベントやショーなどに出演する。
現役美容学生で、ヘアメイク、メイクアップ、ネイルなど美容に関する知識を学び自己プロデュースだけでなく、人を美しくするという事にこだわりを持ちその技術を生かしたアーティストとしても活躍する可能性を秘めている。
作詞活動も始め、マルチタレントとしてその才能を発揮している。
名古屋を中心に各種イベントに出演し、ファンとの距離も近い存在で同世代やティーン世代のファン層も多い。
特に海外からの注目度が高く、ファッションセンスは卓越し、高い注目度を浴びている。
現在来年３月の卒美容師免許取得に向けて猛勉強中。

## 経歴

### 2017年
- ４月　中日美容専門学校へ入学
- ８月　バイト先で現モデル事務所へスカウト
- 11月：第3回　わんわんラグーナ　愛犬とファッションショーにてデビュー
- 11月　ミスブライダルモデルグランプリ　東海大会出場　　全国大会出場決定

### 2018年
- 3月：ミスブライダルモデルグランプリ 全国大会出場 ティーン準グランプリ受賞
- 4月：サンスポ『365日グラドル』にてグラビアデビュー
- 6月17日：第4回　わんわんラグーナ　愛犬とファッションショー出演
- 11月　ミスブライダルモデル東海大会出場　（予定）